# الآن (أغنية ريانا)
رايت ناو هي أغنية سجلتها المغنية البربادوسية ريانا لألبومها الإستديو السابع، أنبولجتك (2012). الأغنية تتضمن الدي جي الفرنسي دفيد جتا. ريانا شاركت في كتابة الأغنية مع مغنو الآر أند بي ني-يو وذا-دريم، الثنائي النرويجي ستارقيت، دفيد جتا، جورجيو توينفورت، ونيكي روميرو. موسيقياً، «رايت ناو» تتضمن تأثير موسيقى الإلكترونيك والدانس. محتوى كلمات الأغنية بأن ريانا تريد عيش حياتها في اللحظة الراهنة.

## الكتابة والإنتاج

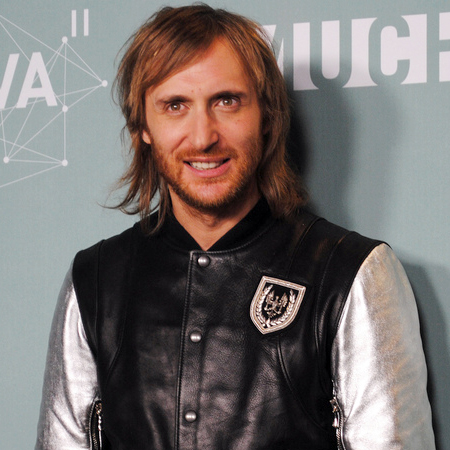
الدي جي الفرنسي دفيد جتا شارك في كتابة وإنتاج الأغنية.

أثناء عملية إنتاج أنبولجتك، كتبت ريانا على التويتر بأن هناك تعاون سري في الألبوم، وأن عيد ميلاد هذا المتعاون في 7 نوفمبر. في وقت لاحق كشفت بأن الفنان هو الدي حي الفرنسي دفيد جتا، وأعلنت أنه انتج «رايت ناو» وأغنية أخرى «فريش أوت ذا رنواي» من أجل الألبوم. «رايت ناو» من كتابة ريانا، دفيد جتا، ني-يو، ذا-دريم، جورجيو توينفورت، نيكي روميرو، وفريق الإنتاج النرويجي ستارقيت. من إنتاج دفيد، جورجيو، نيكي، وستارقيت. تم تسجيل صوت ريانا من قبل ماركوس توفار وكوك هاريل في استوديوهات آر في لوس أنجلوس، كاليفورنيا، في حين تم خلط الأصوات من قبل ماني ماروكين في استوديوهات لارابي في بربانك، كاليفورنيا ونيكي في استوديوهات وايت فالي في إيدي، هولندا.

## الإصدار
تم إرسال الأغنية إلى كونتيمبوراري هيت وريذمك رايدو في الولايات المتحدة كالأغنية المنفردة الخامسة من الألبوم في 28 مايو، 2013.

## استقبال النقاد
تلقت الأغنية مراجعات إيجابية من معظم نقاد الموسيقى، بأنها واحدة من أفضل أغاني الألبوم. أشادت سموكي فونتين من Huffington Post بين تعاون ريانا ودفيد، أن «رايت ناو» سوف تكون بالمركز الأول وهذا يبدو واضحاً لأن الأغنية... جيدة جداً. انتقد جون كارامانيكا من The New York Times الأغنية بشكل إيجابي، وكذلك إنتاج دفيد الأخرى في أغنية «فريش أوت ذا رنواي» في الألبوم. كوسكي جينيفيف من The A.V. Club أعطى الأغنية مراجعة مختلطة.

## الأداء التجاري
عندما صدر أنبولجتك، دخلت «رايت ناو» رسوم بيانية في العديد من المناطق بسبب التحميلات الرقمية القوية. دخلت لأول مرة على الرسم البياني الأيرلندي في المركز السابع والسبعين في 22 نوفمبر، 2012. في المملكة المتحدة، دخلت «رايت ناو» لأول مرة الرسم البياني البريطاني في المركز السادس والثلاثين في 25 نوفمبر، مما يجلعها أعلى دخول لأغنية لم تصدر من قبل ريانا على هذا الرسم البياني. في إسكتلندا، دخلت الأغنية لأول مرة المركز الخامس والعشرين في 25 نوفمبر، 2012. في أماكن أخرى في أوروبا، دخلت على الرسم البياني الألماني في المركز التاسع والأربعين وسويسرا في المركز الثاني والثلاثين. دخلت «رايت ناو» لأول مرة في المركز الثاني والثلاثين في الرسم البياني كندا هوت 100. في 25 فبراير، 2013، «رايت ناو» دخلت الرسم البياني الأسترالي في المركز التاسع والثلاثين.

## الصيغ وقائمة الأغاني
| - أسطوانة منفردة 1. «رايت ناو» (مع دفيد جتا) – 3:01 2. «بور إت أب (ريمكس)» (مع يونغ جيزي، ريك روس، جوسي جاي وتي.آي.) – 5:08 | - ريمكسات رقمية 1. «رايت ناو» (مع دفيد جتا) [دايرو راديو إديت] – 3:04 2. «رايت ناو» (مع دفيد جتا) [دايرو كلوب مكس] – 4:04 3. «رايت ناو» (مع دفيد جتا) [دايرو إنسترمنتل] – 4:04 4. «رايت ناو» (مع دفيد جتا) [سك اندفدوالز راديو إديت] – 3:16 5. «رايت ناو» (مع دفيد جتا) [سك اندفدوالز كلوب مكس] – 5:31 6. «رايت ناو» (مع دفيد جتا) [سك اندفدوالز دب] – 5:16 7. «رايت ناو» (مع دفيد جتا) [سك اندفدوالز إنسترمنتل] – 5:31 8. «رايت ناو» (مع دفيد جتا) [جستن برايم راديو إديت] – 4:00 9. «رايت ناو» (مع دفيد جتا) [جستن برايم فوكال مكس] – 4:59 10. «رايت ناو» (مع دفيد جتا) [جستن برايم إنسترمنتل] – 4:59 11. «رايت ناو» (مع دفيد جتا) [رالفي روزاريو راديو إديت] – 3:47 12. «رايت ناو» (مع دفيد جتا) [رالفي روزاريو كلوب مكس] – 7:41 13. «رايت ناو» (مع دفيد جتا) [رالفي روزاريو تف مكس] – 7:27 14. «رايت ناو» (مع دفيد جتا) [رالفي روزاريو دب] – 7:32 |  |

## الرسوم البيانية

### الرسوم البيانية الأسبوعية
| الرسم البياني (2012)                                        | المركز | المصادر |
| ----------------------------------------------------------- | ------ | ------- |
| أستراليا (ARIA)                                             | 39     | [ 15 ]  |
| النمسا (Ö3 Austria Top 40)                                  | 25     | [ 16 ]  |
| بلجيكا (Ultratop 50 Flanders)                               | 34     | [ 17 ]  |
| بلجيكا (Ultratop 50 Wallonia)                               | 37     | [ 18 ]  |
| كندا (Canadian Hot 100)                                     | 32     | [ 11 ]  |
| الدنمارك (Tracklisten)                                      | 36     | [ 19 ]  |
| فنلندا (Suomen virallinen lista)                            | 24     | [ 20 ]  |
| فرنسا (SNEP)                                                | 31     | [ 21 ]  |
| ألمانيا (Media Control Charts)                              | 43     | [ 22 ]  |
| أيرلندا (IRMA)                                              | 52     | [ 23 ]  |
| اليابان (Billboard Japan Hot 100)                           | 25     | [ 24 ]  |
| هولندا (Dutch Top 40)                                       | 28     | [ 25 ]  |
| هولندا (Mega Single Top 100)                                | 54     | [ 26 ]  |
| إسكتلندا (OCC)                                              | 25     | [ 27 ]  |
| بولندا (Dance Top 50)                                       | 23     | [ 28 ]  |
| سلوفاكيا (IFPI)                                             | 59     | [ 29 ]  |
| كوريا الجنوبية (GAON)                                       | 3      | [ 30 ]  |
| السويد (Sverigetopplistan)                                  | 25     | [ 31 ]  |
| سويسرا (Schweizer Hitparade)                                | 32     | [ 32 ]  |
| المملكة المتحدة (OCC)                                       | 36     | [ 33 ]  |
| المملكة المتحدة (OCC Digital)                               | 36     | [ 34 ]  |
| المملكة المتحدة (OCC Dance)                                 | 7      | [ 35 ]  |
| الولايات المتحدة (Billboard Hot 100)                        | 50     | [ 36 ]  |
| الولايات المتحدة (Billboard Hot Dance Club Songs)           | 1      | [ 37 ]  |
| الولايات المتحدة (Billboard Dance/Electronic Digital Songs) | 5      | [ 38 ]  |
| الولايات المتحدة (Billboard Dance/Electronic Songs)         | 5      | [ 39 ]  |
| الولايات المتحدة (Billboard Dance/Mix Show Airplay)         | 10     | [ 40 ]  |
| الولايات المتحدة (Billboard Digital Songs)                  | 60     | [ 41 ]  |
| الولايات المتحدة (Billboard Pop Songs)                      | 15     | [ 42 ]  |
| الولايات المتحدة (Billboard Radio Songs)                    | 27     | [ 43 ]  |

| الرسم البياني (2012)                          | المركز | المصادر |
| --------------------------------------------- | ------ | ------- |
| الولايات المتحدة (Billboard Dance/Club Songs) | 20     | [ 44 ]  |

## الشهادات
| الدولة   | المزود | الشهادات  | المبيعات | المصادر |
| -------- | ------ | --------- | -------- | ------- |
| أستراليا | (ARIA) | قولد      | 35,000   | [ 45 ]  |
| السويد   | (GLF)  | بلاتينيوم | 40,000   | [ 46 ]  |

## تاريخ الإصدار
| الدولة           | التاريخ        | نوع الإصدار            | شركة الإنتاج | المصادر       |
| الولايات المتحدة | 28 مايو، 2013  | كونتيمبوراري هيت راديو | ديف جام      | [ 47 ] [ 48 ] |
| الولايات المتحدة | 4 يونيو، 2013  | ريذمك راديو            | ديف جام      | [ 47 ] [ 48 ] |
| المملكة المتحدة  | 12 يونيو، 2013 | مينستريم راديو         | ميركوري      | [ 49 ]        |
| ألمانيا          | 21 يونيو، 2013 | أسطوانة منفردة         | يونيفرسال    | [ 50 ]        |
| الولايات المتحدة | 2 يوليو، 2013  | تحميل رقمي (ريمكسات)   | ديف جام      | [ 51 ]        |
| الولايات المتحدة | 16 يوليو، 2013 | تحميل رقمي (ريمكسات)   | ديف جام      | [ 51 ]        |
| الولايات المتحدة | 22 يوليو، 2013 | هوت/موردن/اي سي راديو  | ديف جام      | [ 51 ]        |
| ---------------- | -------------- | ---------------------- | ------------ | ------------- |